# Imai-chō

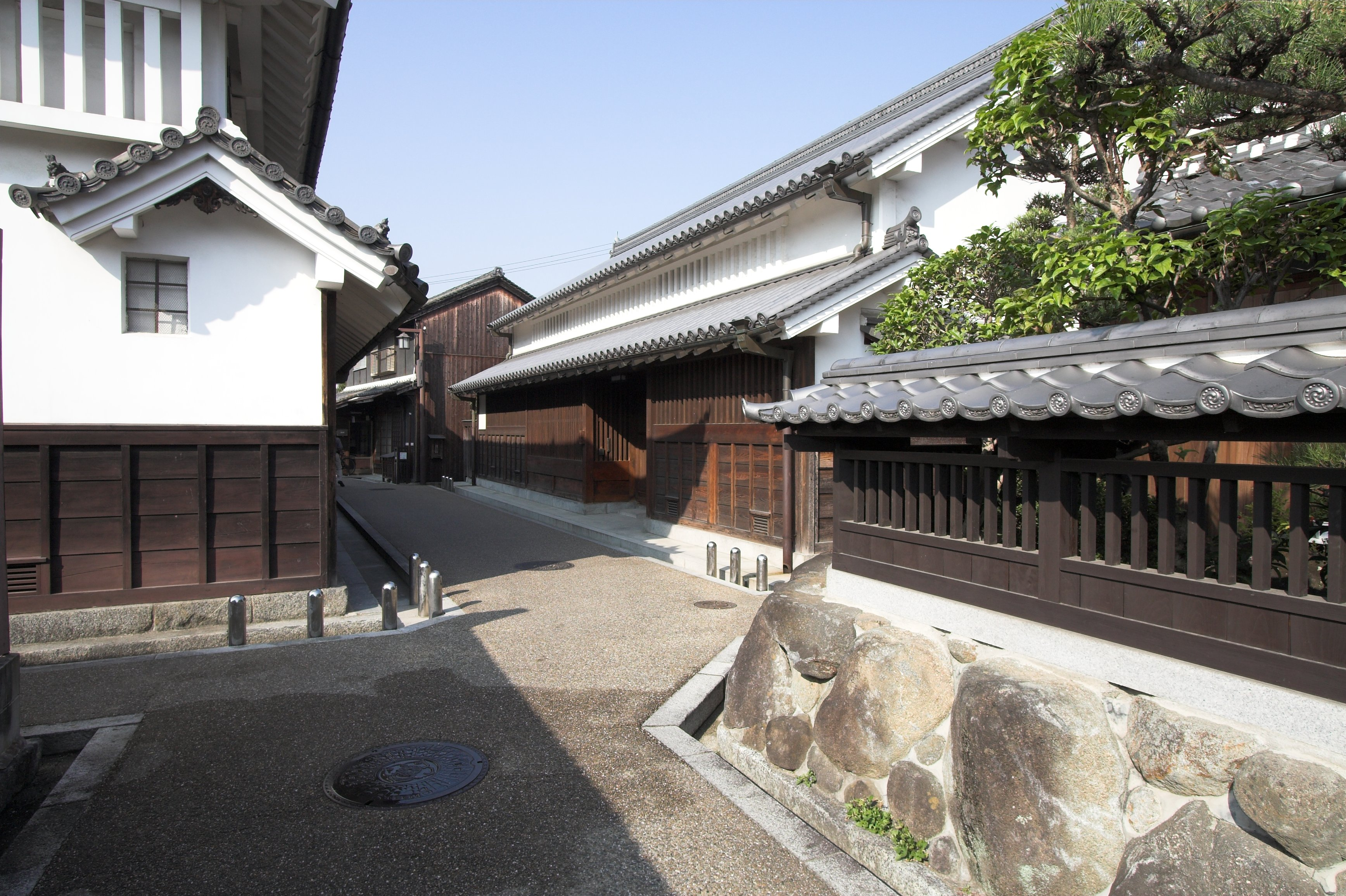
Straßenbild

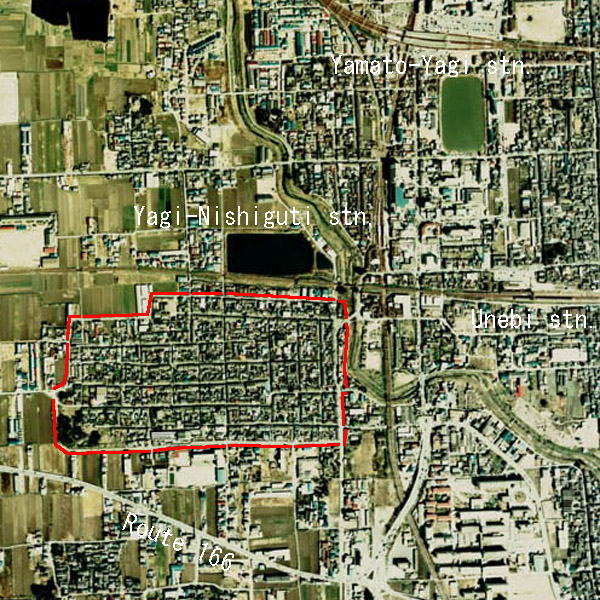
Luftbild, 1974

Imai-chō (japanisch 今井町), heute Stadtteil von Kashihara in der Präfektur Nara, war eine unabhängige Tempel- und später Handelsstadt in der Edo-Zeit (1603–1868), die die Zeit unzerstört überstanden hat und heute mit ihrer historischen Architektur eine Touristen-Attraktion ist.

## Geschichte
Der Ortsname Imai erscheint zum ersten Mal im Jahre 1386 in einem Dokument des Ichijō-in des Kōfuku-Tempels in Nara. Die eigentliche Entwicklung fand in den politisch unruhigen Tembun-Jahren (1532–1555) statt. Als Ableger der Jōdo-Shinshū-Zweiges des Buddhismus wurde dort der Shōnen-Tempel (称念寺) errichtet, um den herum sich wehrhafte Mönche niederließen. Der Ort wurde planmäßig mit Straßen angelegt, die in Nord-Süd- bzw. Ost-West-Richtung verliefen, und mit einem Wall und Graben umgeben. Als Oda Nobunaga 1568 in Kyōto einmarschierte und den Shōgun Ashikaga Yoshiaki vertrieb und den Hongan-ji in Osaka einnahm, leistete Imai zwar Widerstand, musste sich aber 1575, vermittelt durch Akechi Mitsuhide, fügen. Es gelang der Stadt, sich im Austausch mit Ōsaka und Sakai zu einer wohlhabenden Handelsstadt zu entwickeln und seine Eigenständigkeit weitgehend zu bewahren.
Im Zuge der Meiji-Restauration ab 1868 wurde die Stadt mit dem Landkreis (-gun) Takaichi der Provinz Yamato nach den ersten Neugliederungen der Präfekturen 1871 Teil der Präfektur (-ken) Nara, ab 1876 Sakai. Ab 1881 gehörte sie damit zur Präfektur (-fu) Osaka, seit 1887 wieder zu Nara. Bei der Einführung modernisierter Gemeindeordnungen 1889 wurde Imai kreisangehörige Stadt (-chō) und dehnte sich auf das bisherige Dorf Shōkō (小綱村, -mura) im Norden aus. 1956 schloss es sich mit fünf weiteren Gemeinden aus den Kreis Takaichi zur kreisfreien Stadt (-shi) Kashihara zusammen und wurde ein Stadtteil (-chō) dieser.

## Stadtanlage
Die mit Wall und Graben befestigte Stadt mit dem Shōen-Tempel als Zentrum hatte zu Beginn der Edo-Zeit eine Ostwest-Ausdehnung von 610 m und eine Nord-Süd-Ausdehnung von 310 m. Die Zahl der Haushalte betrug 1200, die Einwohnerzahl gut 4000. Es gab sechs Stadtteile: Nordstadt (N; 北町 Kitamachi), Oststadt (O; 東町 Higashimachi), Südstadt (S; 南町 Minamimachi), Weststadt (W; 西町 Nishimachi), Neustadt (Ne; 新町 Shinmachi) und Ima (I; 今町 Imamachi). In den Wällen gab es neun Tore, zu denen man über Steinbrücken gelangte. Der Verlauf der Straßen im Inneren war nicht immer geradlinig, sondern wies Knicke auf, die einem eindringenden Feind die Orientierung erschwerte. Es haben sich eine ganze Reihe alter Bürgerhäuser erhalten, von denen eine Reihe besichtigt werden kann.
Legende: Buddhistische Tempel (-ji) und Shintō-Schreine (-jinja): (A) Hachiman-jinja (B) Junmyō-ji (C) Remmyo-ji (D) Saikō-ji (E) Kasuga-jinja (F) Shōen-ji.
Als wichtiges Kulturgut Japans ausgezeichnete Gebäude: (1) Imanishi-Haus, 1650 (2) Toyoda-Haus, 1662 (3) Nakahashi-Haus, 2. Hälfte 18. Jhd. (4) Ueda-Haus, Mitte des 18. Jhd. (5) Otomura-Haus, 2. Hälfte 17. Jhd. (6) Kyū-Kometani-Haus (Mitte 18. Jhd.), (7) Kawai-Haus, Ende 18. Jhd. (8) Takagi-Haus, Anfang 19. Jhd. (9) Kyū-Ueda-Haus, 1805.

## Imai heute
Die ursprüngliche Stadtanlage ist bis heute weitgehend erhalten. Wall und Graben sind allerdings zum Teil verschwunden, und ein paar Straßendurchbrüche innerhalb der Stadt und über den Graben erleichtern den Verkehr. Lange Zeit war das gut erhaltene Stadtbild gestört durch die Leitungsmasten und Drähte. Inzwischen wurden die Leitungen unter die Erde verlegt.

### Beispiel: Kawai-Haus

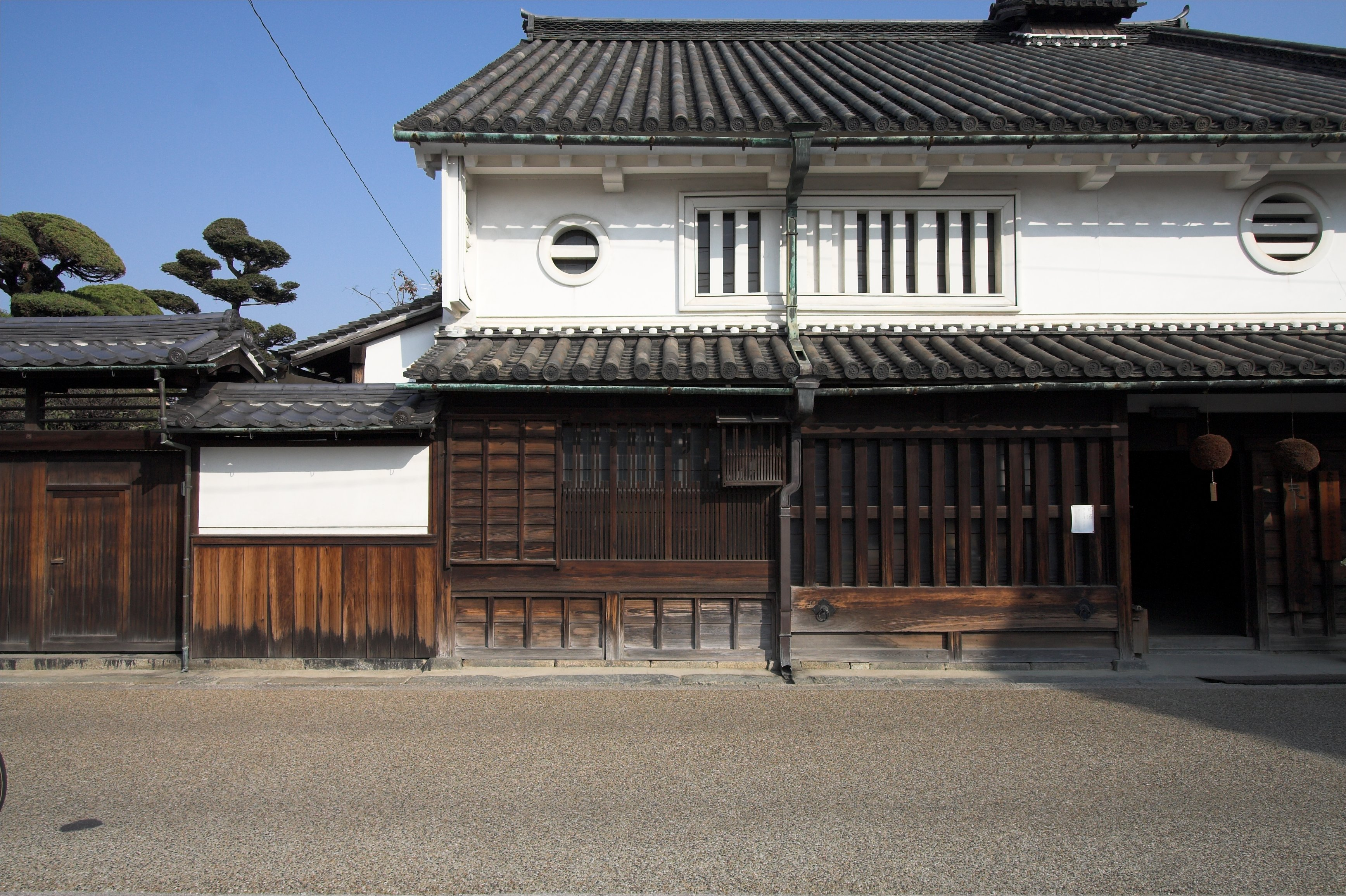
Kawai-Haus

Die Händler von Imai kamen meist aus den umgebenden Dörfern. Diese Familie dieses Hauses nannte ihr Geschäft Jōhonji-ya (上品寺屋) nach dem Ort ihrer Herkunft, Jōhonji-mura. Im 18. Jahrhundert wurde dort mit der Sake-Brauerei begonnen, die im Jahre Temmei 5 (1785) 280 Koku Reis verarbeitete. Beliefert wurde hauptsächlich der Süden der Provinz Yamato. Mit Beginn der Meiji-Zeit ging der Sake-Umsatz zurück. Wie auch bei den anderen Sake-Brauereien üblich, wurde mit einem Reisigball (杉玉, Sugitama) am Haus auf das Geschäft aufmerksam gemacht.
In der Mitte des 19. Jahrhunderts wurde das an einer Straßenecke gelegene Haus umgebaut. Als Kaiser Meiji 1877 Imai einen Besuch abstattete, wurde im Zuge einer Straßenverbreiterung die Südseite etwas zurückgenommen. Das Haus mit einem fast quadratischen Grundriss ist zweistöckig angelegt. Im Erdgeschoss befanden sich hinter den Verkaufsräumen weitere Zimmer. Das Brauereigebäude schloss sich dahinter an.

## Bilder

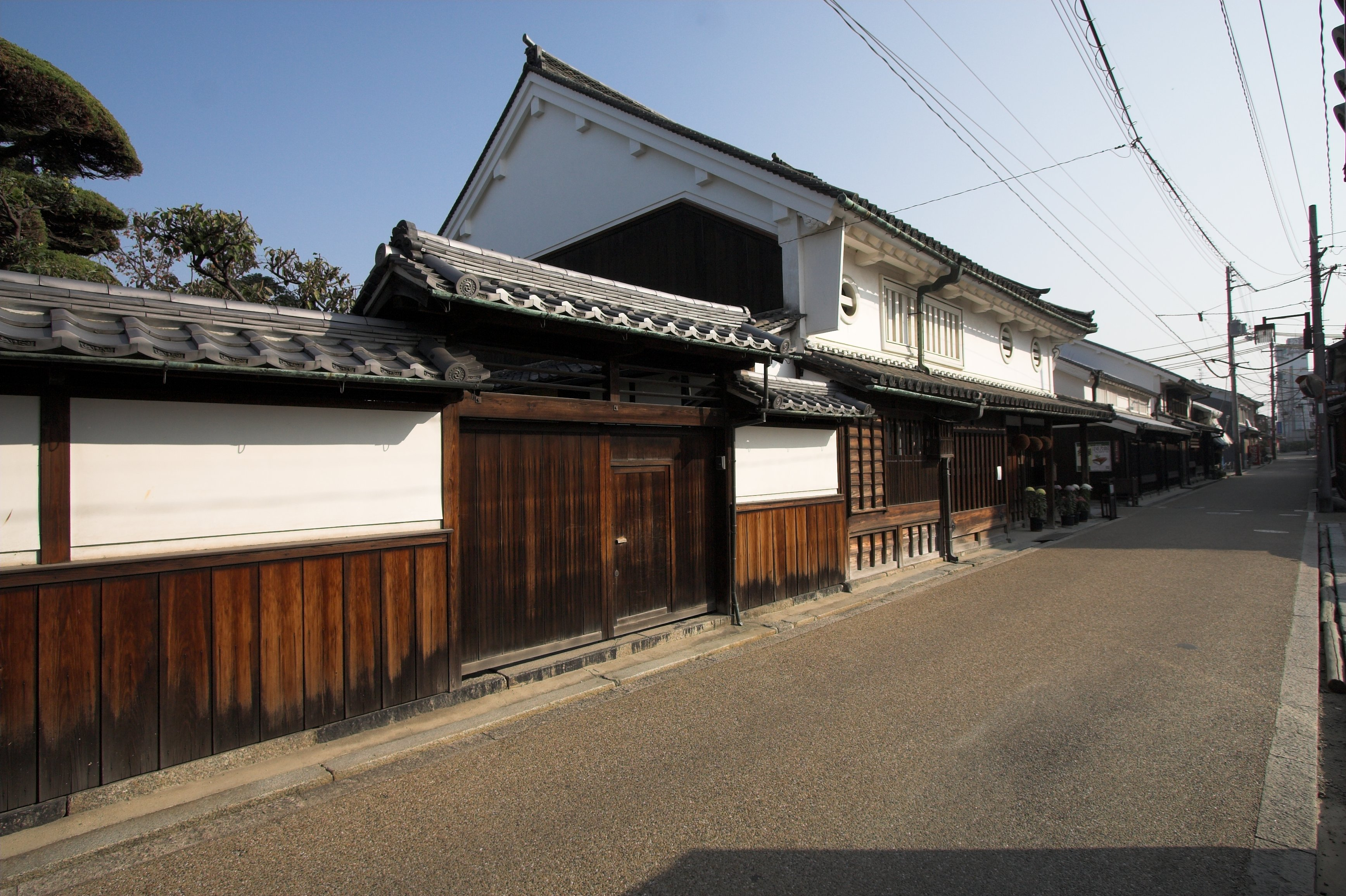
Kawai-Haus
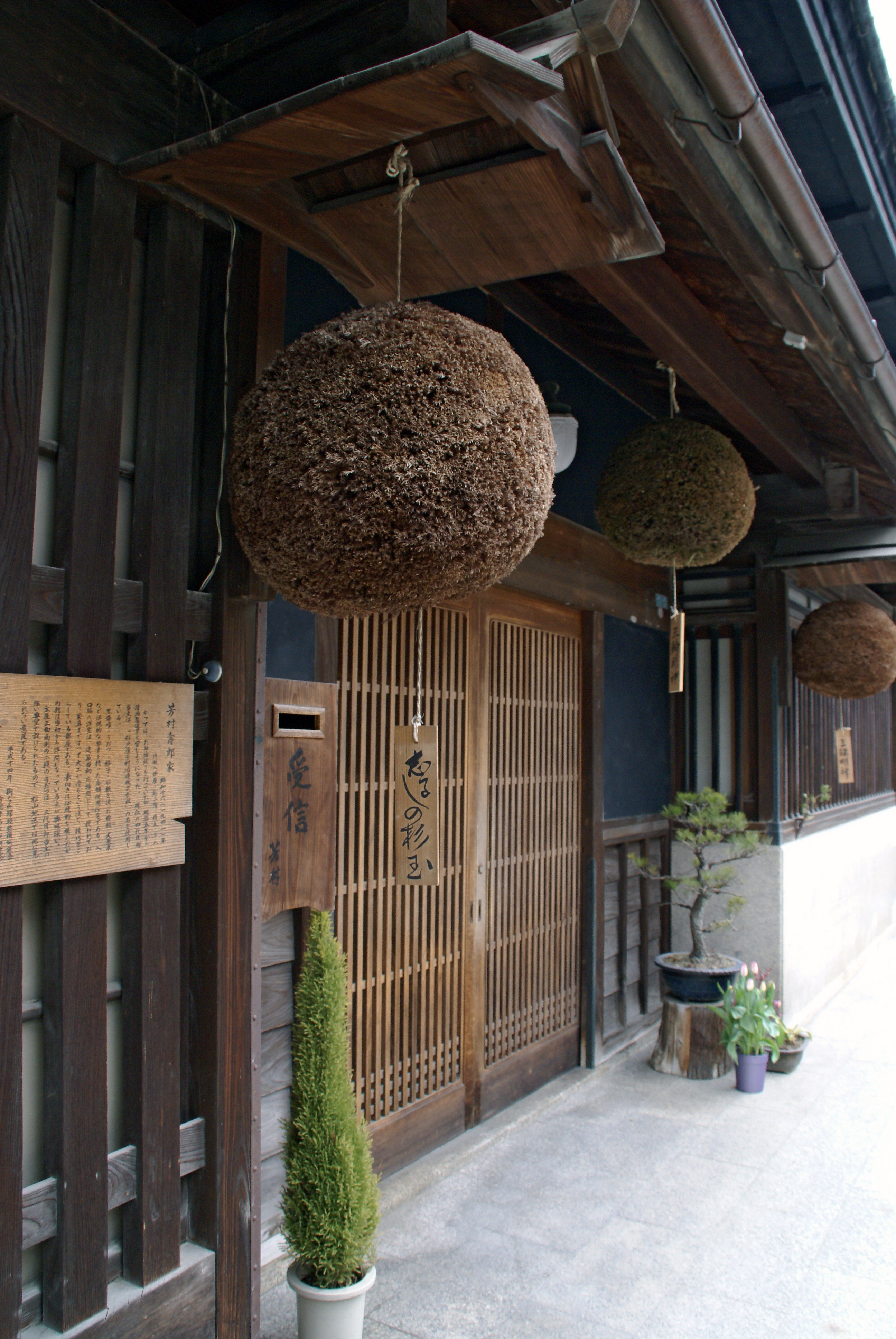
Sugitama
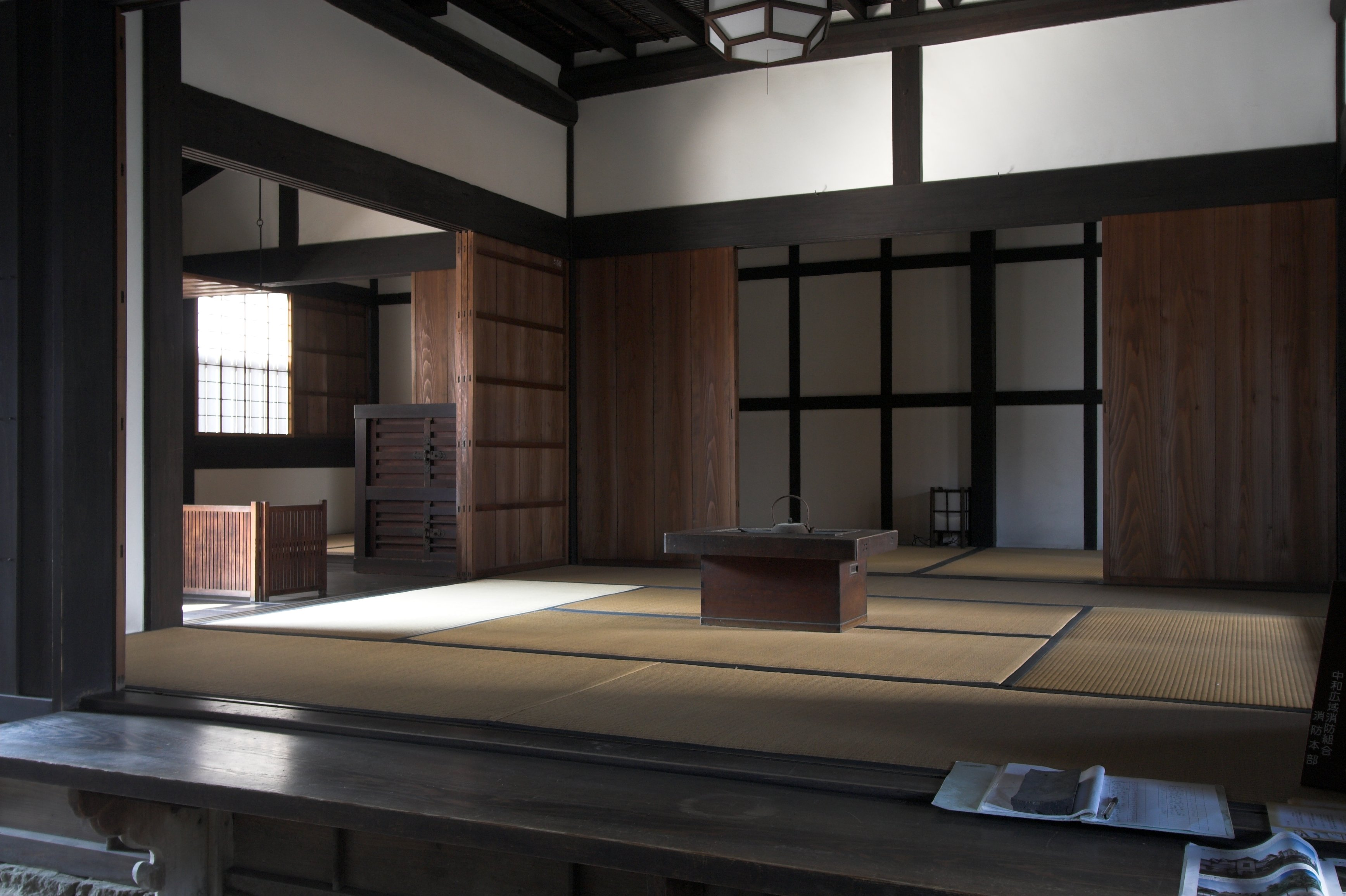
Im Kometani-Haus
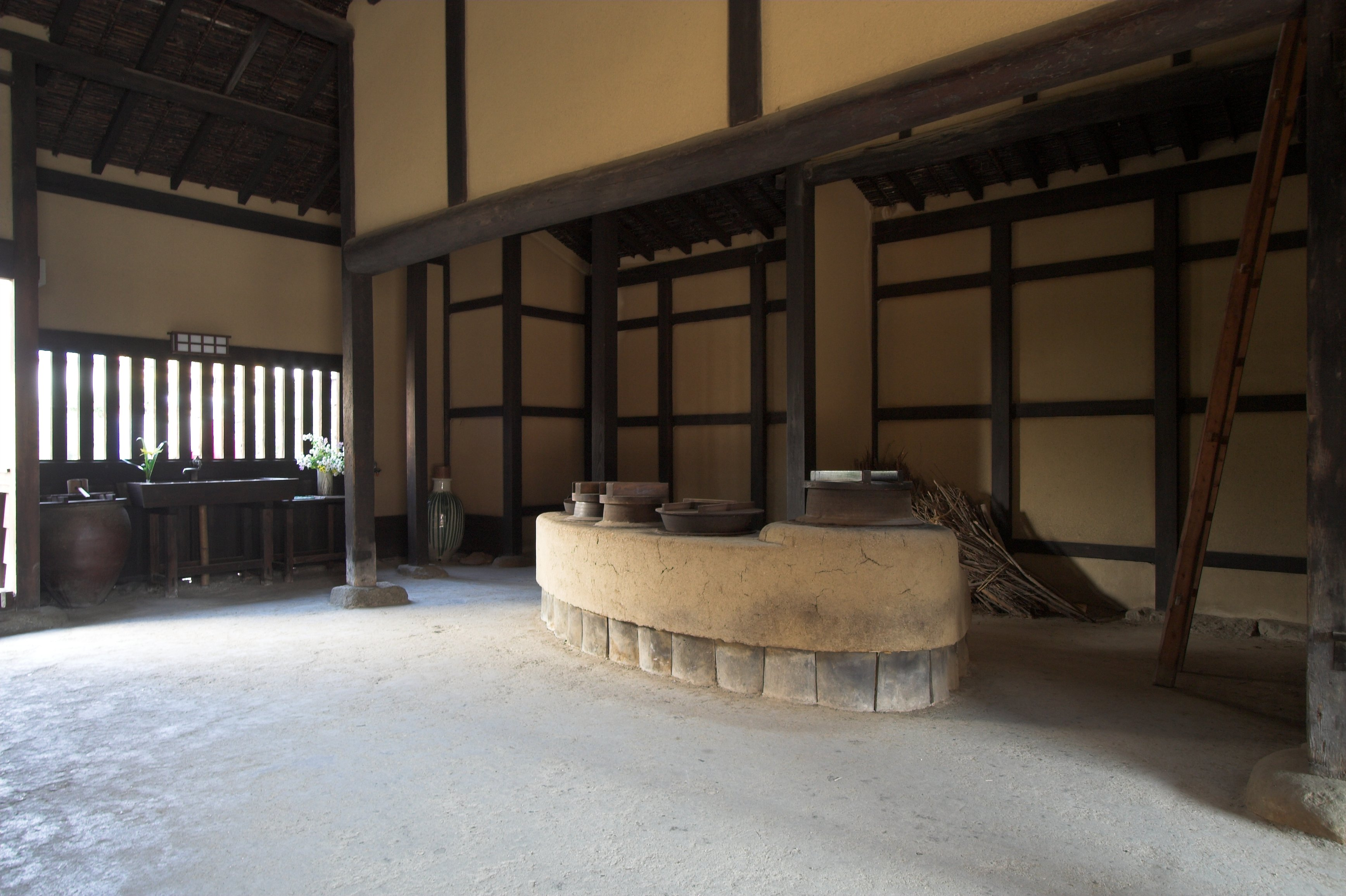
Im Kometani-Haus
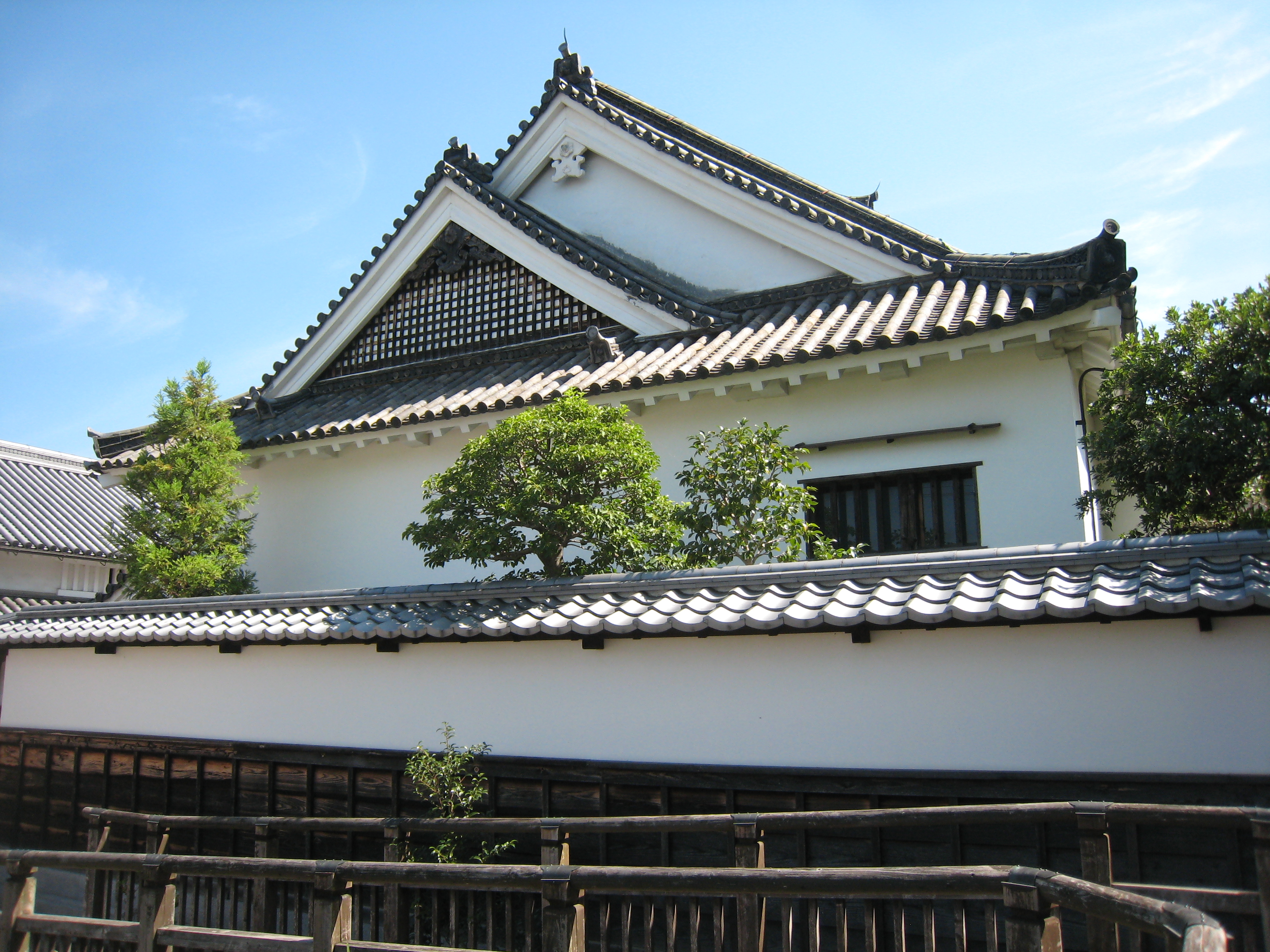
Imanishi-Haus
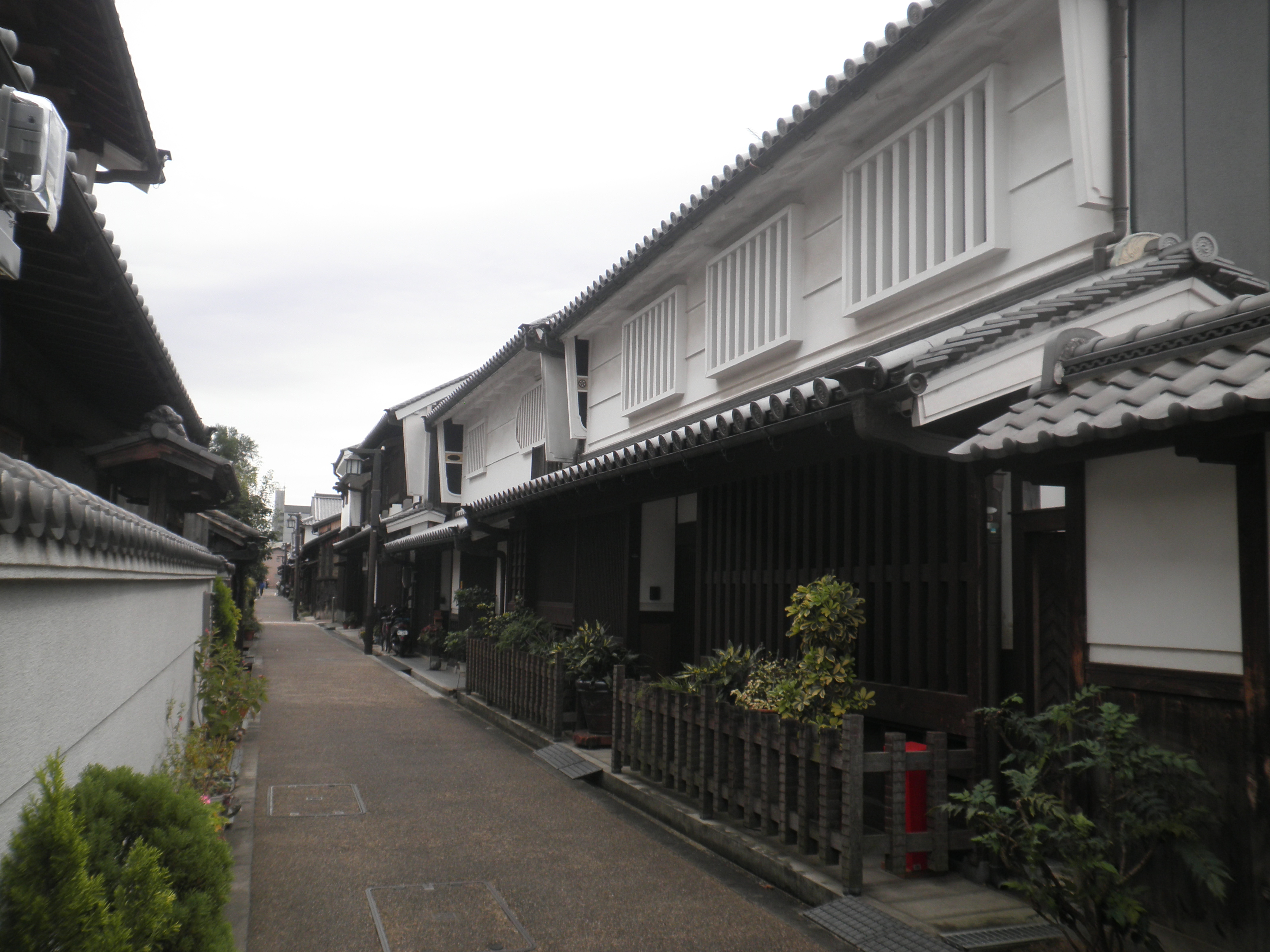
Straßenbild